# Revierförster

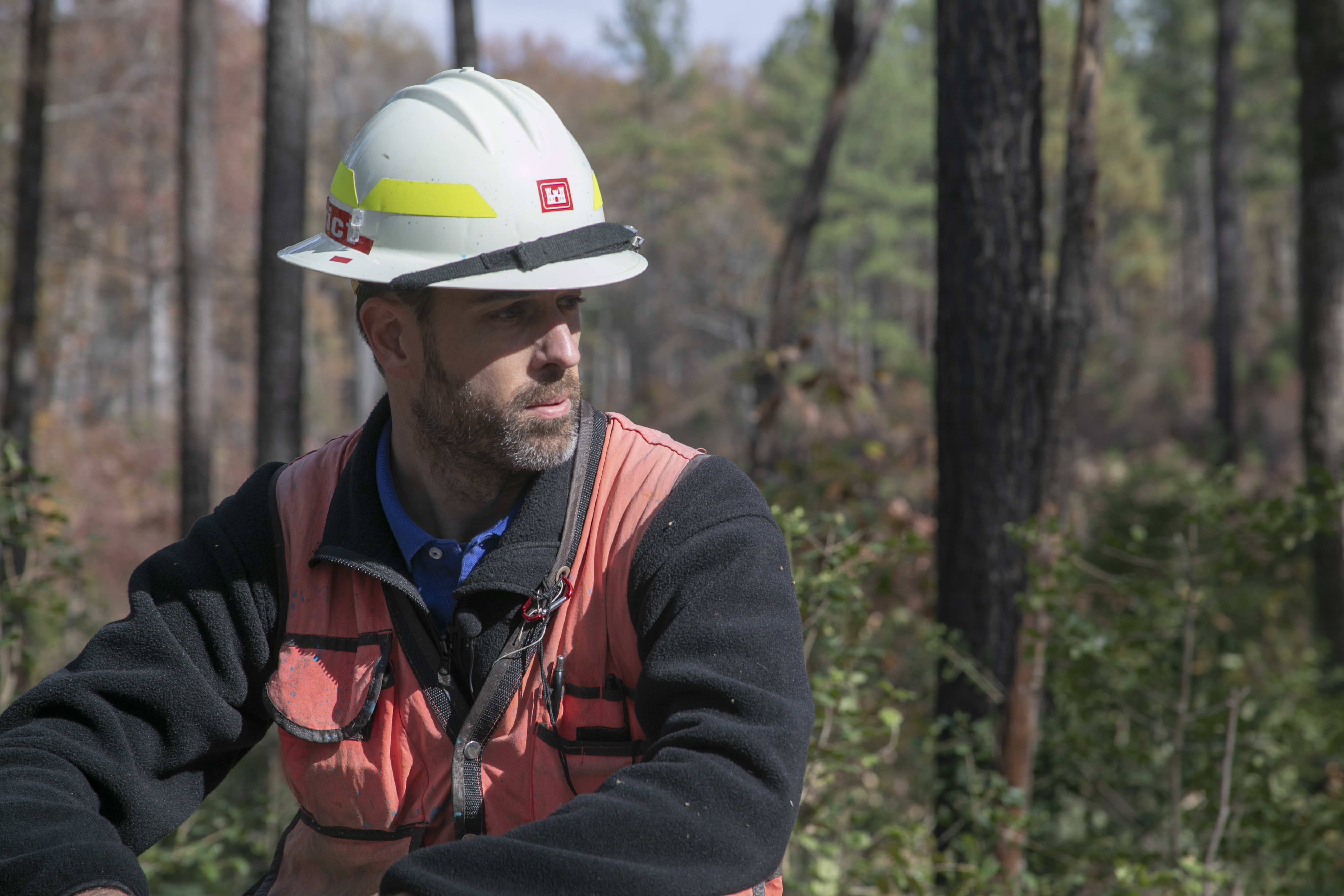
Revierförster im Norfolk District Real Estate Office des U.S. Army Corps of Engineers

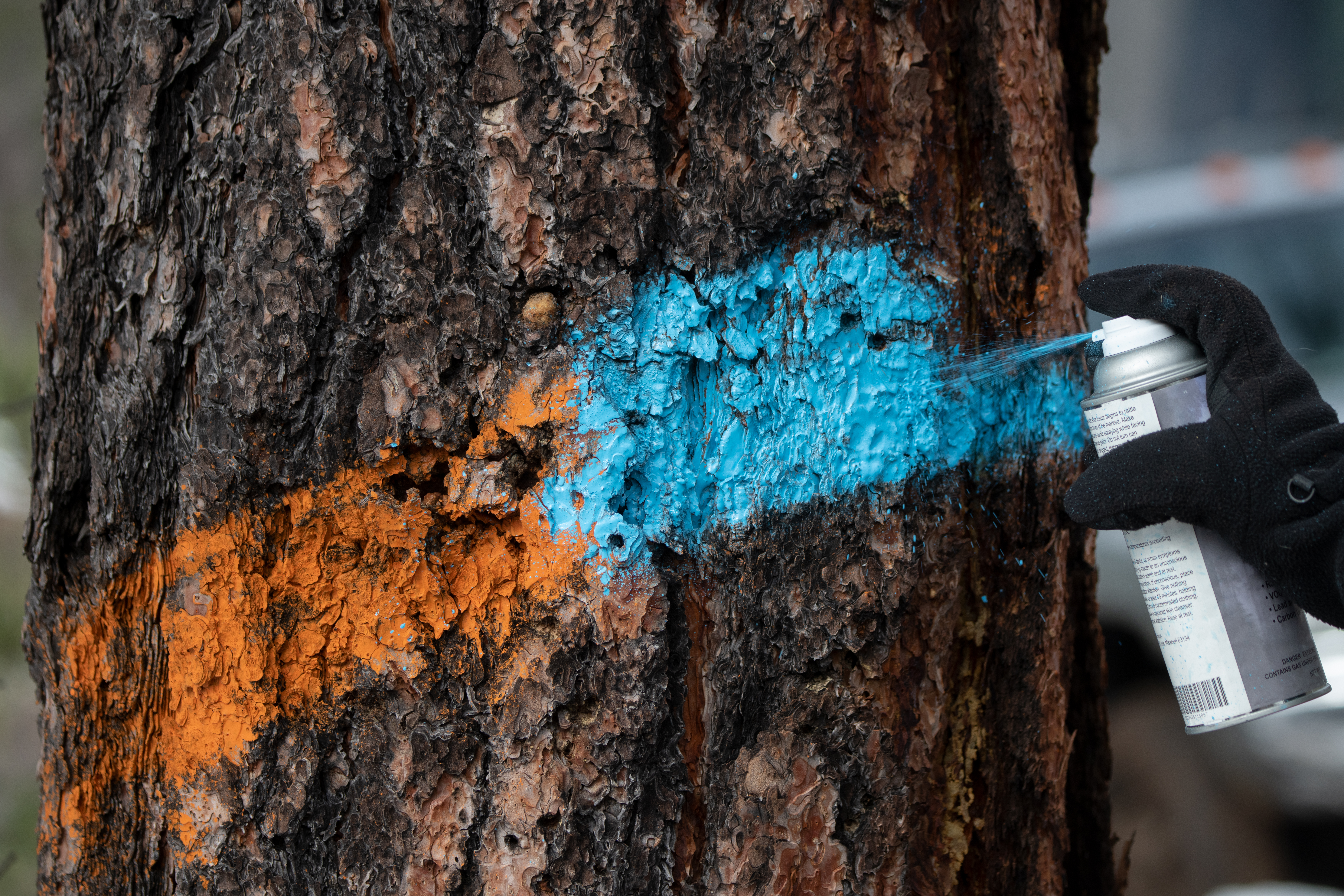
Auszeichnen von Bäumen bzw. Waldbeständen für Fällung (Negativauszeichnung) oder Schutz (Positivauszeichnung), ein typischer Bestandteil der Tätigkeit als Forstrevierleiter

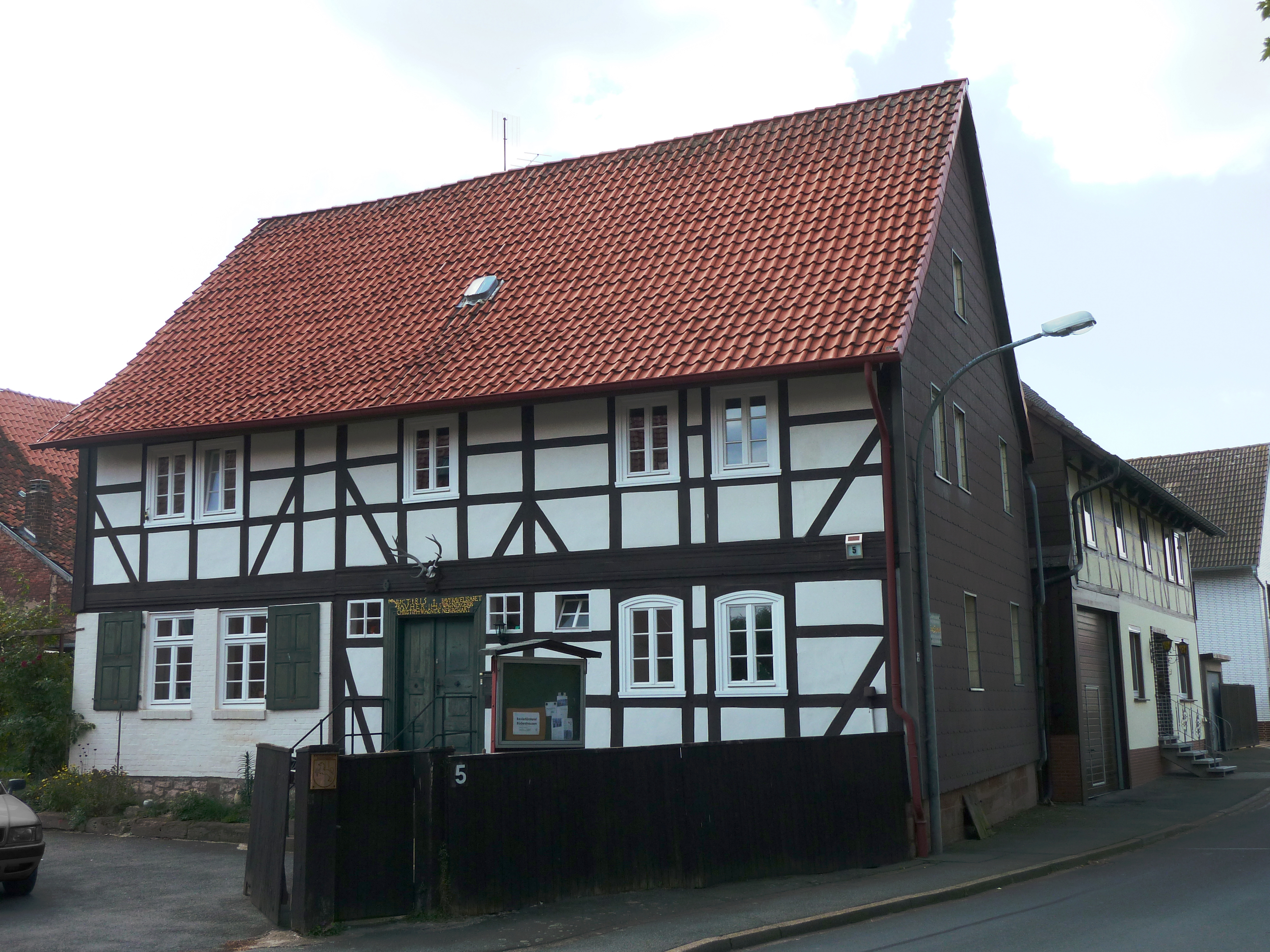
Revierförsterei in Rüdershausen, Untereichsfeld, Niedersachsen

Revierförster, auch Forstrevierleiter genannt, sind für den Betriebsvollzug bei der Bewirtschaftung und/oder hoheitlichen Aufsicht eines Forstreviers zuständige Förster. Als Förster im Revierdienst, also dem forstlichen Außendienst, sind Forstrevierleiter die Förster im engeren Sinne bzw. in der öffentlichen Wahrnehmung „klassischen Förster“, während in einem weiteren Sinne auch andere Personen im Forstdienst mit entsprechender forstfachlicher Qualifikation als Förster bezeichnet werden, so etwa die in der Organisationshierarchie höher gestellten Forstbetriebsleiter und staatlichen Forstamtsleiter.

## Deutschland

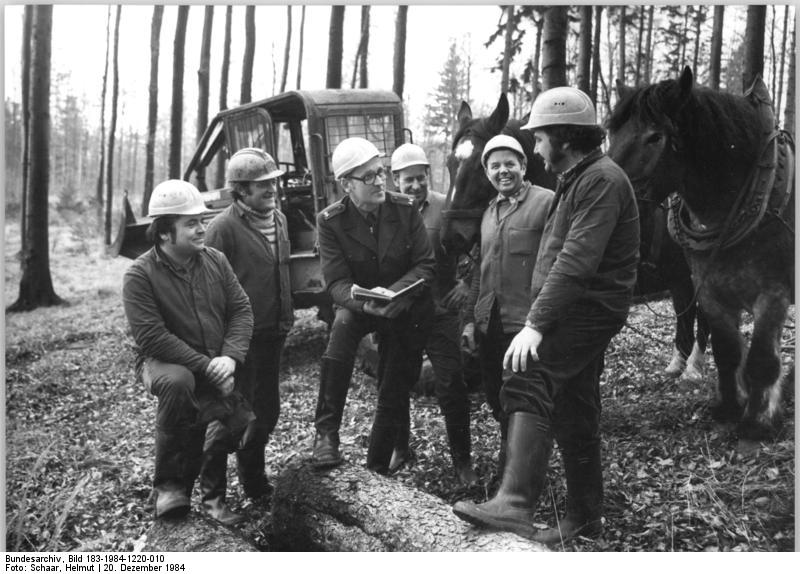
Revierförster Rainer Starun (Mitte) bei einer Besprechung mit Waldarbeitern, im Hintergrund ein Forstschlepper und Rückpferde, in Bad Liebenstein, 1984

Der Revierförster in Deutschland leitet ein Forstrevier und ist dabei entweder in einem privaten Forstbetrieb oder staatlichen Forstamt beschäftigt. Er übernimmt Fach- und Führungsaufgaben u. a. in den Bereichen Waldentwicklung, Waldbewirtschaftung und Organisation. Der Revierförster berät die verschiedenen Waldbesitzer (Städte, Gemeinden, Kirchen und Privatleute) zu Themen wie Baumpflanzung und -fällung. Als Revierleiter kümmert er sich um die Waldbewirtschaftung der Flächen, hauptsächlich darum, dass Lücken im Baumbestand aufgeforstet und altersschwache und kranke Bäume gefällt werden. Seine Arbeit zu Aufforstungen, Baumfällungen und Vermarktung soll er dokumentieren. Der Revierförster erfasst die Daten zu gefällten Bäumen (Baumart, Stammlänge, Holzmenge) und leitet diese Informationen an die Holzlogistik weiter, die sich wiederum um den Verkauf kümmert. Der Einstieg als Revierförster auf Angestelltenbasis kann nach dem Abschluss der Laufbahnprüfung erfolgen. Vorher muss man das Bachelorstudium der Forstwissenschaften und danach die je nach Bundesland ein- bis zweijährige Laufbahnausbildung für den gehobenen Forstdienst beim forstlichen Staatsbetrieb oder beim Forstamt absolvieren.
Der Dienstsitz eines Revierförsters war früher ein dienstliches Forsthaus.

## Litauen
Der Revierförster (litauisch girininkas) in Litauen verwaltet und leitet eine Försterei (lit. girininkija). Er untersteht dem Forstmeister (miškų urėdas) und wird von diesem ernannt und entlastet. Jeder Revierförster hat mindestens einen oder zwei Stellvertreter (girininko pavaduotojas). Dem Revierförster unterstehen auch die Forstarbeiter und Unterförster (lit. eigulys). Diese sind zuständig für Unterförstereien (lit. eiguva), aus denen die Försterei besteht. In Litauen gibt es 350 Revierförster (Stand: 2013).
1429 wurde der erste litauische Revierförster urkundlich von den Kreuzrittern erwähnt. 1518 gab es den Revierförster von Birštonas und 1524 den Revierförster von Darsūniškis. In der Mitte des 16. Jahrhunderts beschäftigte das Großfürstentum Litauen 43 Revierförster, davon 14 im Territorium der heutigen Republik Litauen. 1567 wurde das Revierförster-Gesetz in Knyszyn verabschiedet. Es legte die Verantwortlichkeiten der Revierförster fest. Das Gesetz verpflichtete den Revierförster nach seiner Ankunft in der Försterei, zusammen mit untergeordneten Osotschniken die Waldgrenzen umzureiten, die Forstflächen zu inspektieren, das Wissen über diese zu sammeln, um sie dann zu kontrollieren und um sicherzustellen, dass keine Schäden für Tiere, Höhlen und Bäume durchgeführt werden.
1997 waren 474 Revierförster in Litauen beschäftigt.

## Russland
1722 wurde laut einem Ukas Peters des Großen der Forstschutz errichtet und die Positionen der heutigen russischen Revierförster (russisch лесничий) eingeführt. Im Waldgesetzbuch von 1923 wurde die Position des modernen Revierförsters, des Leiters der Försterei (лесничество), festgelegt. Im neuen Waldgesetzbuch von 2007 wurde das Konzept des Revierförsters eliminiert. Die ehemaligen Revierförster wurden zu staatlichen Forstinspektoren.